# Gelsa
Gelsa és un municipi d'Aragó situat a la província de Saragossa i enquadrat a la comarca del Ribera Baixa de l'Ebre.
Té una població de 1.207 habitants.
Es troba a la vora del riu Ebre, a 45 km de la capital.
L'Alcaldessa s'anomena Francisca de la Torre Giménez.
El tipus de clima, amb forts vents, pluges escasses, grans canvis de temperatura i un alt grau d'insolació, determinen un relleu característic, amb zones de vessants alternant amb grans superfícies planes, pujols i vals. La vegetació a la muntanya de Gelsa ve determinada per les característiques del sòl i les condicions climàtiques. Pel dia en el poble es conviu amb una gran quantitat d'aus: cigonyes, pardals, coloms, tórtores turques, merles i orenetes.
I a la muntanya es poden veure llebres, conills i perdius, nombroses espècies d'aus estepàries que estan perfectament adaptades a les dures condicions d'aquests hàbitat.
L'economia de la localitat es basa en la ramaderia, l'agricultura i la indústria del guix.
A l'agricultura predomina el cultiu de secà, com el blat.
La ciutat presenta un conjunt urbà bastant dispers, en el qual destaca l'església parroquial i l'ermita de Nuestra Señora de Buen Suceso.
Actualment s'intenta desenvolupar el polígon industrial La Talaia.
El barri morisc, és un barri antic d'interès artístic, lloc on es van agrupar després de la reconquesta els habitatges dels musulmans.
La participació esportiva a la localitat es troba a cotes màximes, un total de 4 equips de futbol sala i un de bàsquet es troben participant en competicions federades o organitzades pel SCD, el que unit a totes les activitats de l'EMD, l'aeròbic, la Petanca, la gimnàstica de manteniment i Gimnàstica per a la 3 ª Edat, fa que un elevadíssim percentatge de la població local practiqui una o altra activitat físico-esportiva.
Les ruïnes de Lépida Celsa (Velilla d'Ebre) es troben a 6 km del poble.

## Festes
- Del 28 d'abril a l'1 de maig, San Pedro Mártir de Verona.
- Del 6 al 12 de setembre, Virgen del Buen Suceso.